# Documento de identidad (Austria)
El Documento de identidad austriaco (en alemán: Personalausweis, pronunciado /pɛʁzoˈnaːlʔaʊ̯sˌvaɪ̯s/ⓘ) es emitido a los ciudadanos austríacos por las oficinas de registro locales en Austria y las misiones diplomáticas en el extranjero, mientras que se producen por el Österreichische Staatsdruckerei (de) en Viena.
Se puede utilizar como documento de viaje cuando se visitan países del EEE (UE más AELC), microestados de Europa, Albania, Bosnia y Herzegovina, Chipre del Norte, Georgia, Kosovo, Moldavia, Macedonia del Norte, Montenegro, Montserrat, Serbia, los territorios franceses de ultramar y en viajes organizados a Túnez. Solo alrededor del 10% de los ciudadanos de Austria tenían este documento en 2012, ya que pueden usar las licencias de conducir austriacas u otras tarjetas de identidad en el país y el pasaporte austriaco más aceptado en el extranjero.

## Información del documento de identidad

### Zona legible por máquina
La MRZ está estructurada de acuerdo con el estándar de la OACI para tarjetas de identificación legibles por máquina:

#### Primera línea
| posiciones | texto                 | significado                       |
| ---------- | --------------------- | --------------------------------- |
| 1–2        | DI                    | Documento de Identidad            |
| 3          | D                     | país emisor: Austria (Österreich) |
| 6–14       | dígitos alfanuméricos | número del documento              |
| 15         | dígito decimal        | dígito de control sobre 6–14      |

#### Segunda línea
| posiciones | texto             | significado                                                                   |
| ---------- | ----------------- | ----------------------------------------------------------------------------- |
| 1–6        | dígitos decimales | fecha de nacimiento (AAMMDD)                                                  |
| 7          | dígito decimal    | dígito de control sobre 1–6                                                   |
| 9–14       | dígitos decimales | fecha de expiración (AAMMDD)                                                  |
| 15         | dígito decimal    | dígito de control sobre 9–14                                                  |
| 16         | D                 | nacionalidad del titular: Austriaco (Österreichisch)                          |
| 30         | dígito decimal    | dígito de control sobre 6–30 (línea superior), 1–7, 9–15, 19–29 (línea media) |

#### Tercera línea
| positions | text                                                         | meaning            |
| --------- | ------------------------------------------------------------ | ------------------ |
| 1–30      | dígitos alfabéticos<<dígitos alfabéticos<dígitos alfabéticos | APELLIDOS<<NOMBRES |

Los espacios vacíos están representados por "<".

### Diferentes grafías del mismo nombre dentro del mismo documento
- Apellidos o nombres alemanes: Apellidos o nombres alemanes que contienen diéresis (ä, ö, ü) y/o ß están escritos correctamente en la zona no legible por máquina de la tarjeta de identificación, pero con AE, OE, UE y/o SS en la zona legible por máquina, p.ej. Müller se convierte en MUELLER, Groß se convierte en GROSS y Gößmann se convierte en GOESSMANN.

Las tres posibles variantes ortográficas del mismo nombre (por ejemplo, Müller/Mueller/Muller) en diferentes documentos a veces dan lugar a confusión, y el uso de dos ortografías diferentes dentro del mismo documento puede dar a las personas que no están familiarizadas con la ortografía alemana la impresión de que el documento es un  falsificación.
- Apellidos o nombres no alemanes: En algunos nombres de ciudadanos naturalizados, algunas letras especiales que no están disponibles siempre pueden ser reemplazadas por letras simples, también en la zona no legible por máquina. La "Österreichische Staatsdruckerei" (de), que imprime los pasaportes austríaco, utiliza la fuente LA8 Passport, que incluye un subconjunto latino de los caracteres Unicode (ISO 10646), para que letras como ç y ł puedan mostrarse al menos en el formato no automático. En la zona legible por máquina. En la zona de lectura mecánica, los caracteres especiales se reemplazan por caracteres simples (p. ej., é se convierte en E) o se transcriben de acuerdo con las normas de la OACI (p. ej., å se convierte en AA, ø se convierte en OE, etc.).

Los nombres originalmente escritos en un sistema de escritura no latino pueden plantear otro problema si existen varios estándares de transcripción reconocidos internacionalmente.
Por ejemplo, el apellido ruso "Горбачёв" es transcrito 

"Gorbatschow" en alemán,

"Gorbachev" en inglés (también estándar de la OACI),

"Gorbachov" español,

"Gorbaczow" polaco, etc.

Los documentos de identidad alemanes utilizan el nombre registrado oficialmente en Alemania en letras latinas, normalmente basado en la transcripción al alemán.
La ley alemana de nombres acepta diéresis y/o ß en los apellidos como razón para un cambio de nombre oficial (incluso el cambio de ortografía, por ejemplo, de Müller a Mueller o de Weiß a Weiss se considera un cambio de nombre).